# Universíada de Inverno de 2023
Os XXX Jogos Universitários Mundiais FISU de Inverno, mais conhecido como Lake Placid 2023, é um evento multi-esportivo a ser realizado entre os dias 12 e 22 de janeiro, na cidade estadunidense de Lake Placid.
É a segunda edição dos Jogos no local, a ser realizada em Lake Placid desde 1972.